# 1879 na música

## Nascimentos
| Data       | Nome            | Profissão                     | Nacionalidade | Observações | Ref |
| ---------- | --------------- | ----------------------------- | ------------- | ----------- | --- |
| 5 de Julho | Wanda Landowska | música, musicóloga e cravista | Polónia       | m. 1959     |     |

## Mortes
| Data          | Nome              | Profissão            | Nacionalidade | Observações | Ref |
| ------------- | ----------------- | -------------------- | ------------- | ----------- | --- |
| 14 de Outubro | Karl Anton Eckert | maestro e compositor | Alemanha      | n. 1820     |     |